# Rijksbeschermd gezicht Raren
Het rijksbeschermd gezicht Raren is een van rijkswege beschermd dorpsgezicht in de buurtschap Raren bij Vaals in de Nederlands-Limburgse gemeente Vaals.

## Beschrijving gebied
Het beschermde gebied bestaat uit een aantal vakwerkhuizen aan de Rarenderstraat in de buurtschap Raren, even ten zuiden van het dorp Vaals. De westelijk begrenzing van het dorpsgezicht loopt op enige afstand van het Vijlenerbos. Aan de oostkant vormt het landgoed Vaalsbroek en een daarop aansluitende hoogstamboomgaard de begrenzing. De zuidelijke grens loopt langs de Meelenbroekerweg. De gaafheid van het ensemble en de ligging van de huizen in het Zuid-Limburgse Heuvelland is dermate uniek voor Nederland, dat het aangegeven gebied sinds 1969 krachtens artikel 20 van de Monumentenwet beschermd is.
De meeste panden in het gebied zijn nog in hun originele 17e, 18e of 19e-eeuwse staat bewaard. Zo zijn bij het deels 18e, deels 19e-eeuwse pand Rarenderweg 65 de balken van het vakwerk donkerbruin gebeitst, terwijl de met leem gevulde vakken helderwit geschilderd zijn. Het naastgelegen pand op nr. 63 is een voorbeeld van een latere ontwikkeling: het van oorsprong 19e-eeuwse vakwerkhuis is omstreeks 1900 voorzien van een nieuwe voorgevel in schoon metselwerk. De zijgevel heeft nog de originele vakwerkbalken, maar de vakken zijn hier met baksteen opgevuld. Bij de 17e-eeuwse panden Rarenderstraat 71 en 73 zijn Andreaskruizen in het vakwerk verwerkt.

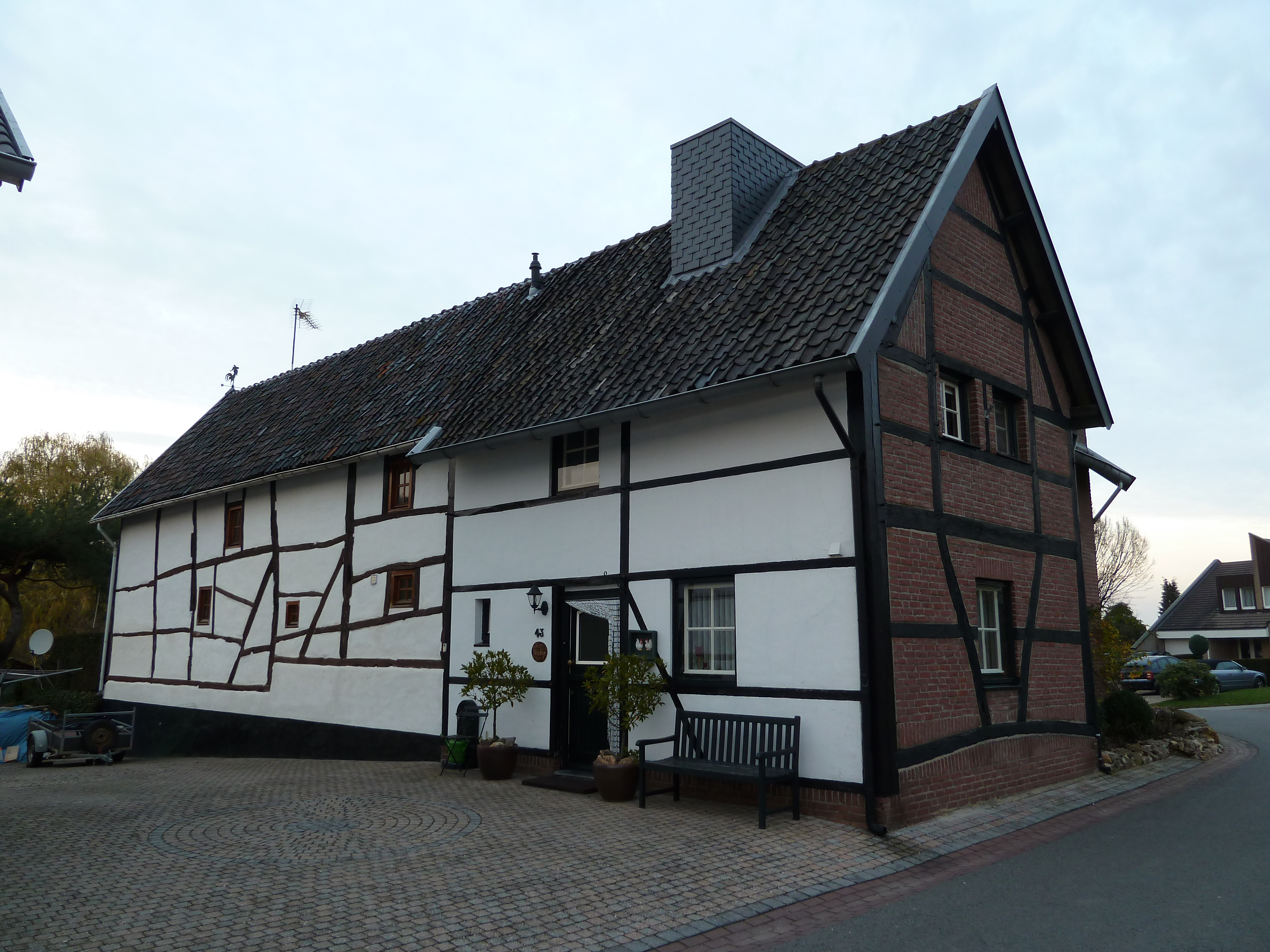
Rarenderstraat 43
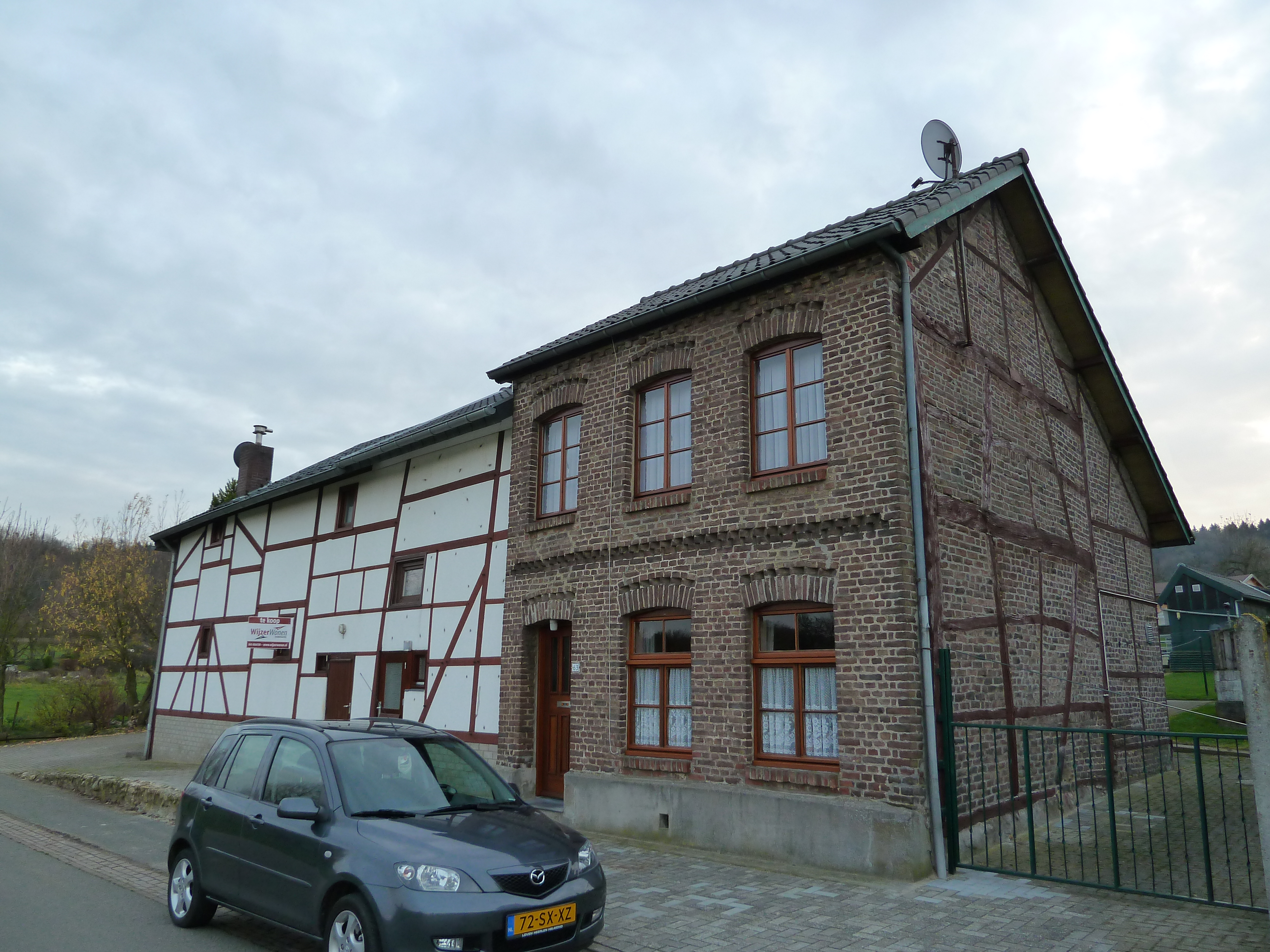
Rarenderstraat 63-65
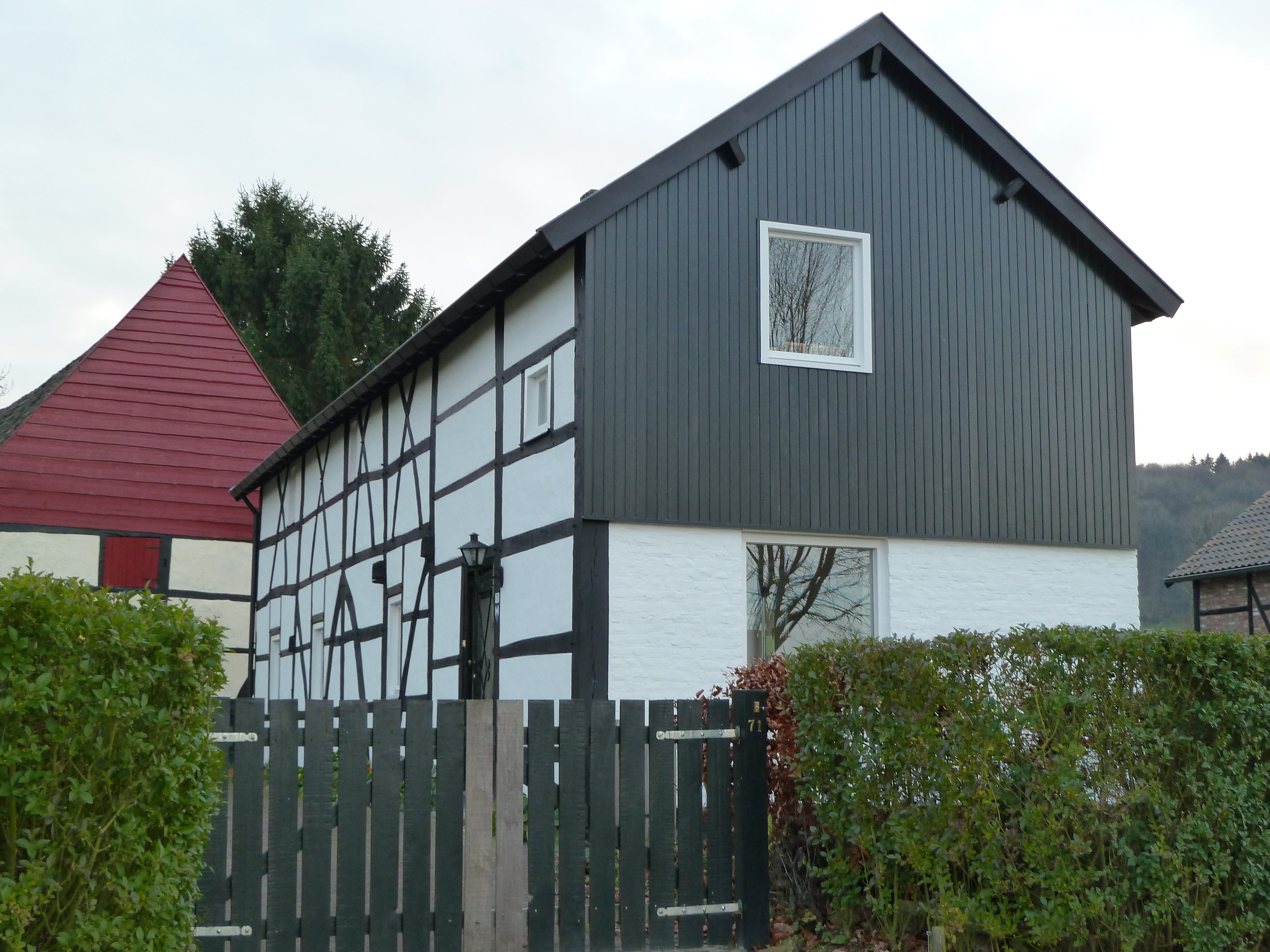
Rarenderstraat 71-73
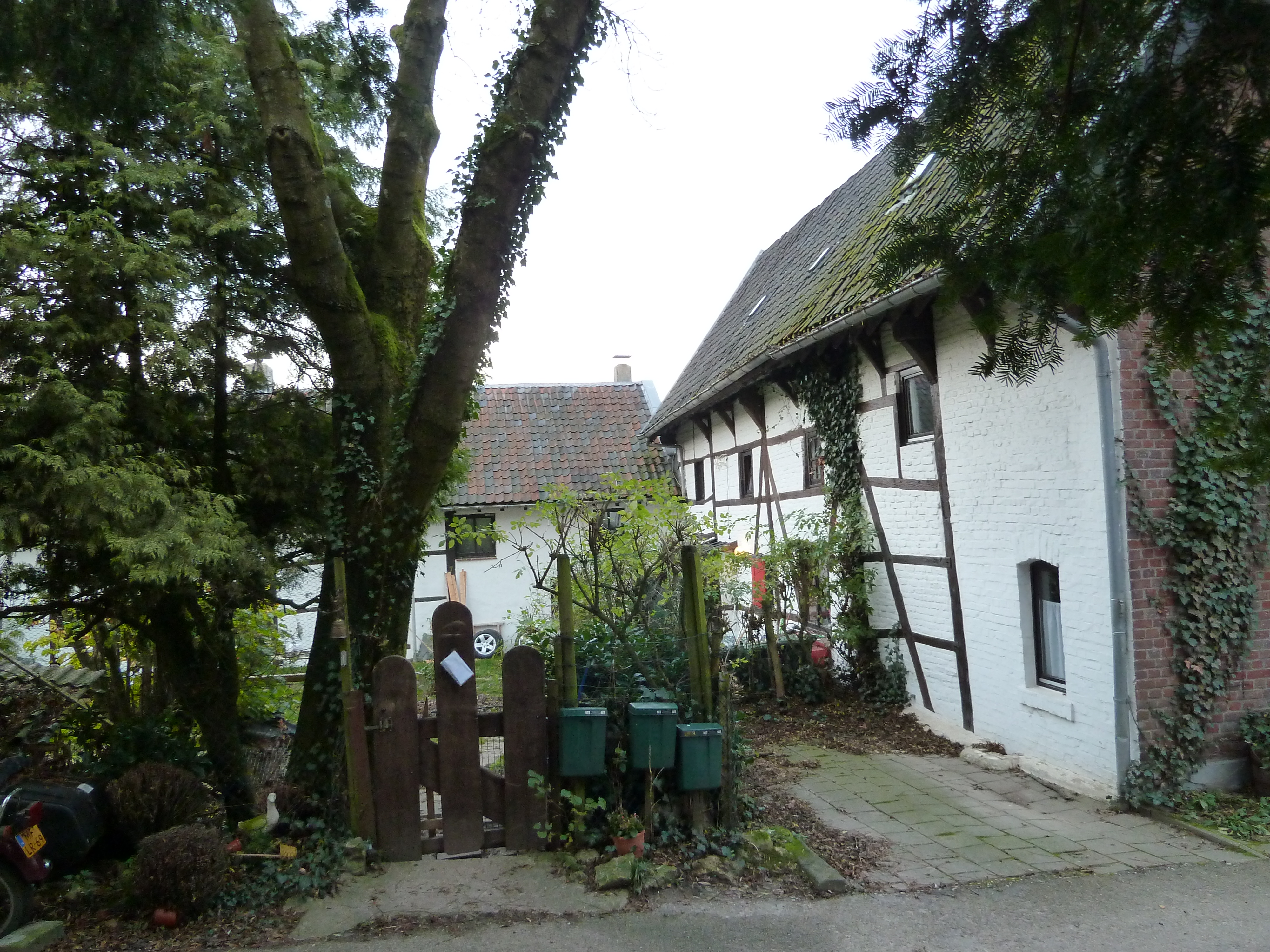
Meelenbroekerweg 3

## Aanwijzing tot rijksbeschermd gezicht
De procedure voor aanwijzing werd gestart op 17 mei 1967. Het gebied werd op 13 maart 1969 definitief aangewezen. Het beschermd gezicht beslaat een oppervlakte van 24 hectare.
Panden die binnen een beschermd gezicht vallen krijgen niet automatisch de status van beschermd monument. Wel zal de gemeente het bestemmingsplan aanpassen om nieuwe ontwikkelingen in het gebied te reguleren. De gezichtsbescherming richt zich op de stedenbouwkundige en cultuurhistorische waardering van een gebied en wil het toekomstig functioneren daarvan veiligstellen.
Naast het rijksbeschermd gezicht Raren, telt de gemeente Vaals nog vijf andere beschermde dorpsgezichten.